# Дорофей (Папарис)
Митрополи́т Дорофе́й (греч. Μητροπολίτης Δωρόθεος, в миру Васи́лиос Па́парис греч. Βασίλειος Πάπαρης; род. 1957, Кавала) — епископ Элладской православной церкви (формально также Константинопольской православной церкви), митрополит Драмский (с 2022).

## Биография
Родился в 1957 году в Кавале, в Греции. Изучал филологию и богословие в Аристотелевском университете в Салониках, после чего в течение семи лет работал преподавателем филологических дисциплин в средних государственных и церковных учебных заведениях, а также был заместителем директора радиостанции Элладской православной церкви.
В 1990 году был хиротонисан во диакона, а в 1991 году — во пресвитера и возведён в достоинство архимандрита. После этого проходил своё служение в Гуменисской, Аксиопольской и Поликастрской митрополии, будучи протосинкеллом и ответственным за катехизацию и молодёжное воспитание, а также заместителем проповедника. Он был строителем церквей в честь иконы Божией Матери «Достойно есть» в Аксьюполисе, Свято-Троицкого храма в Поликастро, а также организатором православных детских лагерей.
С марта 2019 года исполнял обязанности второго, а позднее первого секретаря Священного синода Элладской православной церкви.
7 октября 2022 года на заседании Священного синода иерархии Элладской православной церкви 69 голосами был избран для рукоположения в сан митрополита Драмского. 
16 октября 2022 года в кафедральном Благовещенском соборе в Афинах состоялась его архиерейская хиротония, которую совершили: архиепископ Иероним II, митрополит Ксантийский Пантелеимон (Калафатис), митрополит Гуменисский Димитрий (Бекярис), митрополит Перейский Серафим (Мендзелопулос), митрополит Серрейский Феолог (Апостолидис), митрополит Коринфский Дионисий (Мандалос), митрополит Маронийский Пантелеимон (Мутафис), митрополит Филиппский Стефан (Тольос) и епископ Ореонский Филофей (Феохарис).